# Tobiaszowy Dół
Tobiaszowy Dół (750–850 m n.p.m.) – dolina w południowo-zachodniej Polsce w Górach Bialskich, w Sudetach.
Dolina potoku, dopływu rzeki Biała Lądecka w lesie świerkowym regla dolnego pod szczytem Szeroka Kopa, poniżej Bialskiego Duktu.

## Szlaki turystyczne
Zboczem biegnie szlak turystyczny:
- żółty Międzygórze - Igliczna[1].